# Marina di Ourense
Santa Marina di Ourense (119? – 139?) fu una martire spagnola del II secolo. È venerata come santa, vergine e martire dalla Chiesa cattolica, che la festeggia il 18 luglio.

## Agiografia
Sarebbe stata martirizzata nella località di Aguas Santas presso Ourense in Galizia (Spagna), dove le è dedicata una chiesa. Il culto è grandemente diffuso in Spagna, ma non si conoscono i fatti della sua vita e spesso le sono attribuite, senza fondamento, le vicende narrate nella passio di Santa Marina o Margherita di Antiochia.

## Culto
Dal vecchio Martirologio Romano al 18 luglio: Gallaeciae in Hispania sanctae Marinae virginis et martyris. Non è più presente nel Martirologio.